# Le Croisty
Le Croisty település Franciaországban, Morbihan megyében. Lakosainak száma 742 fő (2022. január 1.). Le Croisty Saint-Tugdual, Ploërdut, Saint-Caradec-Trégomel és Priziac községekkel határos.

## Népesség
A település népességének változása:
| Lakosok száma | 1113 | 921  | 846  | 685  | 742  | 719  | 709  | 708  | 721  | 742  |
|               | 1968 | 1982 | 1990 | 2006 | 2013 | 2015 | 2017 | 2019 | 2020 | 2022 |